# Azol
Em química, um azol é um composto heterocíclico aromático contendo um átomo de nitrogênio e um outro heteroátomo dispostos na posição-1,2 de um anel de cinco membros. São semelhante em estrutura ao 1,3-ciclopentadieno, mas em que nestes ou outros átomos de carbono são substituídos por átomos de nitrogênio(também chamado de azoto), por isso azol); ou outro elemento diferente de carbono.
Para o medicamento azol ver: Sulfanilamida.

## Classificação
Dependendo do número e do tipo de heteroátomos, os azóis são classificados como:
- Azol (um átomo de nitrogênio e quatro de carbono) pirrol

```
    H-C--C-H
     //  \\
   H-C    C-H
      \   /
        N
       /
      H
```

- Diazol (dois átomos de nitrogênio, que se conectam ou não e três de carbono). Exemplo: imidazol

```
     H--C--N
      //   \\
    H-C     C-H
       \    /
         N
        /
       H
```

- Triazol (três átomos de nitrogênio)

```
      N--N
     //  \\
   H-C    C-H
     \    /
       N
      /
     H
```

- Tetrazol (quatro átomos de nitrogênio)

```
      N--N
     //  \\
     N    N
     \    /
       C
      /  \
     H   H
```

- Pentazol (cinco átomos de nitrogênio)

```
      N--N
     //  \\
     N    N
     \    /
       N
        \
         H
```

- Oxol ou furano (um oxigênio)

```
     H-C--C-H
      //  \\
    H-C    C-H
       \   /
         O
```

- Oxazol ou isoxazol (um nitrogênio e um de oxigênio)

```
     H-C--N
      //  \\
    H-C    C-H
       \   /
         O
```

- Tiofeno (um de enxofre e quatro de carbono)

```
      H-C--C-H
       //  \\
     H-C    C-H
        \   /
          S
```

- Tiazol ou isotiazol (um nitrogênio e um de enxofre)

```
      H-C-N
      //  \\
    H-C    C-H
       \   /
         S
```

- Dioxol (dois oxigênios)

```
       H
        \
         C-O
       //   \
    H--C    C--H
        \   /
          O
```

Obs: Estas estruturas apresentam ressonância.

## Usos e Características
Estas funções e estruturas são importantes na química orgânica e bioquímica, pois podem ser vistos em:
- Bases nitrogenadas do DNA: Adenina, Guanina, Timina, Citosina e Uracila
- Alcaloides como a cafeína, codeína e a nicotina
- Opioides como a petidina, morfina, di-hidrocodeína, alfentanil, oxicodona, heroína, buprenorfina
- Neurotransmissores como a serotonina e endorfina
- Aminoácidos como a histidina,prolina e triptofano
- Outras classes de sustâncias como as porfirinas e o benzimidazol
- Medicamentos como : Imidazol, Omeprazol, Lansoprazol, Pantoprazol, Fluconazol, Itraconazol, Posaconazol e afins.